# Gmina Telatyn
Die Gmina Telatyn ist eine Landgemeinde im Powiat Tomaszowski der Woiwodschaft Lublin in Polen. Ihr Sitz ist das gleichnamige Dorf mit etwa 600 Einwohnern.

## Gliederung
Zur Landgemeinde Telatyn gehören folgende 17 Ortschaften mit einem Schulzenamt:
Dutrów
Franusin
Kryszyn
Łachowce
Łykoszyn
Marysin
Nowosiółki
Posadów
Poturzyn
Radków
Radków-Kolonia
Suszów
Telatyn
Telatyn-Kolonia
Telatyn-Kolonia Druga
Wasylów
Żulice
Weitere Orte der Gemeinde sind Kolonia Nowosiółki, Kolonia Suszów und Rudka.